# La Brévière
La Brévière (Ausspracheⓘ) ist eine ehemalige französische Gemeinde mit 119 Einwohnern (Stand: 1. Januar 2013) im Département Calvados in der Region Normandie.
Am 1. Januar 2016 wurde La Brévière im Zuge einer Gebietsreform zusammen mit drei benachbarten Gemeinden als Ortsteil in die neue Gemeinde Val-de-Vie eingegliedert.

## Geografie
La Brévière liegt im Pays d’Auge. Rund 21 Kilometer nordnordöstlich des Ortes befindet sich Lisieux. Das westsüdwestlich gelegene Falaise ist gut 32 Kilometer entfernt. Die Vie begrenzt das Gebiet La Brévières im Westen.

## Bevölkerungsentwicklung
| Jahr                             | 1793 | 1836 | 1876 | 1926 | 1946 | 1975 | 1990 | 2013 |
| Einwohner                        | 160  | 226  | 145  | 126  | 108  | 100  | 120  | 119  |
| Quelle: Cassini, EHESS und INSEE |      |      |      |      |      |      |      |      |